# Trotteur cubain
Le trotteur cubain (espagnol : Cubano de trote / Criollo de trote) est une race de chevaux de selle originaire de Cuba. Il est réputé pour la qualité de son trot, et utilisé à l'attelage et pour le travail du bétail.

## Histoire
Contrairement à ce que son nom semble indiquer, il ne s'agit pas d'un cheval de type trotteur, mais d'un type criollo. Comme la plupart des chevaux d'Amérique latine, il descend du cheval colonial espagnol amené par les conquistadores,, et est donc « localement adapté ».
La race est nommée « Criollo de trote » sur la base de données DAD-IS et « Trotteur criollo » dans le guide Delachaux, qui cite aussi le nom local Cubano de trote. La race provient de mélanges entre des chevaux ibériques de type Criollo, et des chevaux canadiens, importés avant la révolution américaine pour le travail dans les plantations de canne à sucre.

## Description
Il présente le type du Criollo. Le guide Delachaux (2014) cite une taille de 1,48 m à 1,50 m en moyenne. CAB International (2016) indique 1,40 m à 1,52 m.
La tête présente un profil rectiligne ou légèrement convexe, un front large, des mâchoires développées, et est surmontée d'oreilles plutôt courtes,. L'encolure est plutôt large et forte, et de longueur moyenne. La poitrine est large et profonde. Le dos est court et solide. La croupe est inclinée et les membres sont solides. la queue est attachée bas, et généralement portée près du corps.
La robe est le plus souvent baie ou noire,.
Le tempérament est vigoureux et amical, la race est réputée particulièrement endurante.

## Utilisations
Il est surtout employé comme cheval d'attelage au trot à Cuba, pouvant aussi être monté, en particulier pour le travail du bétail et divers travaux agricoles.

## Diffusion de l'élevage
L'étude menée par l'Université d'Uppsala en 2007 le signale sous le nom de « Cuban trotter » comme race locale d'Amérique latine et des Caraïbes, dont le niveau de menace est inconnu. La race est réputée commune à Cuba,, mais DAD-IS n'indique pas de relevé d'effectifs.